# Denis Cathala
Pour les articles homonymes, voir Cathala.
L'abbé Denis Cathala (1899-1950) est un spéléologue français de l'Aude. Il est surtout connu pour ses découvertes spéléologiques et archéologiques dans la grotte d'Aldène (Hérault).

## Biographie
Denis Cathala est né le 9 mai 1899 à Castelnaudary, dans l'Aude. Il est décédé le 12 mai 1950 à Toulouse.
Il fut prêtre au diocèse de Carcassonne, et en dernier lieu curé de la paroisse de Castelnau-d'Aude.

## Activités spéléologiques
Dans le domaine de la spéléologie, il fut président de la Société méridionale de spéléologie et de préhistoire de Toulouse.
Il a étudié la grotte de Fontanet, en Ariège.
Il a participé aux premières explorations dans le gouffre de la Henne Morte, en Haute-Garonne, où il dit la messe à -250m.
Il participa aussi au levé du plan de la grotte de Limousis, dans l'Aude.
Son œuvre principale fut la découverte en 1948 de l'étage inférieur de la grotte d'Aldène, à Cesseras, dans l'Hérault, avec ses empreintes de pieds humains et d'ours des cavernes. Le réseau inférieur de la grotte a été nommé réseau Cathala en son honneur.

## Publications
- Denis Cathala, Découvertes préhistoriques dans la grotte d'Aldène (Hérault), in Bulletin de la Société méridionale de spéléologie et de préhistoire, Toulouse, 1949, volume LXXXIV, p.209-214